# 細川護晃
細川 護晃（ほそかわ もりあき、1882年（明治15年）8月10日 - 1898年（明治31年）8月27日）は、日本の華族。細川男爵家の当主。

## 生涯
熊本藩知事などを務めた細川護久の三男。母は鍋島宏子（鍋島直正女）で、兄に細川護成（異母兄）、長岡護全、弟に細川護立がいる。
男爵となり、細川侯爵家から分家して細川男爵家を立てるが、16歳で早世した。このため、兄の跡目を同母弟の護立が継ぐこととなった。

## 栄典
- 1896年（明治29年）12月3日 - 男爵[1]